# Ponera coarctata
Ponera coarctata är en myrart som först beskrevs av Pierre André Latreille 1802.  Ponera coarctata ingår i släktet Ponera och familjen myror. Inga underarter finns listade i Catalogue of Life.

## Bildgalleri

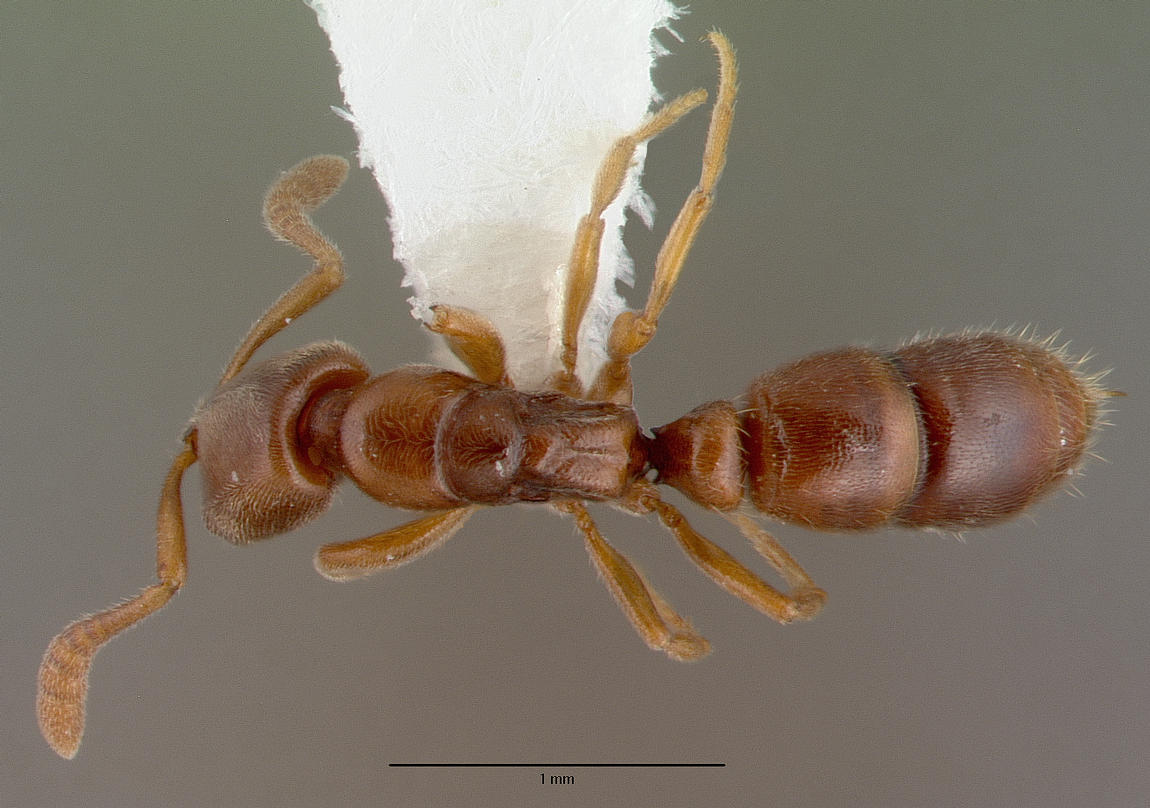
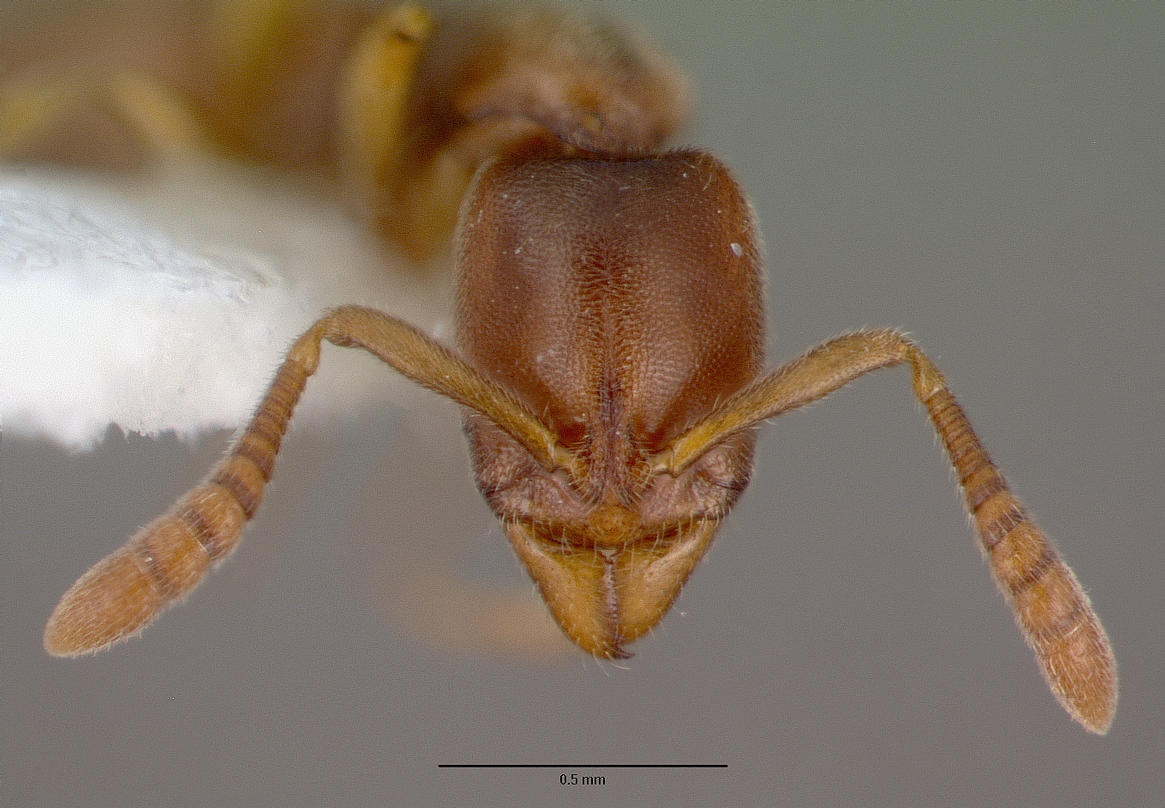
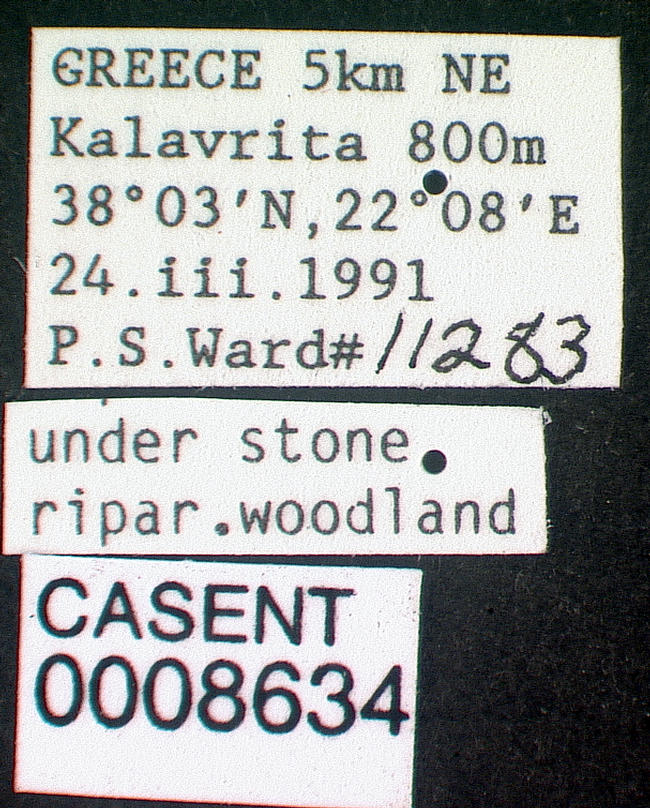
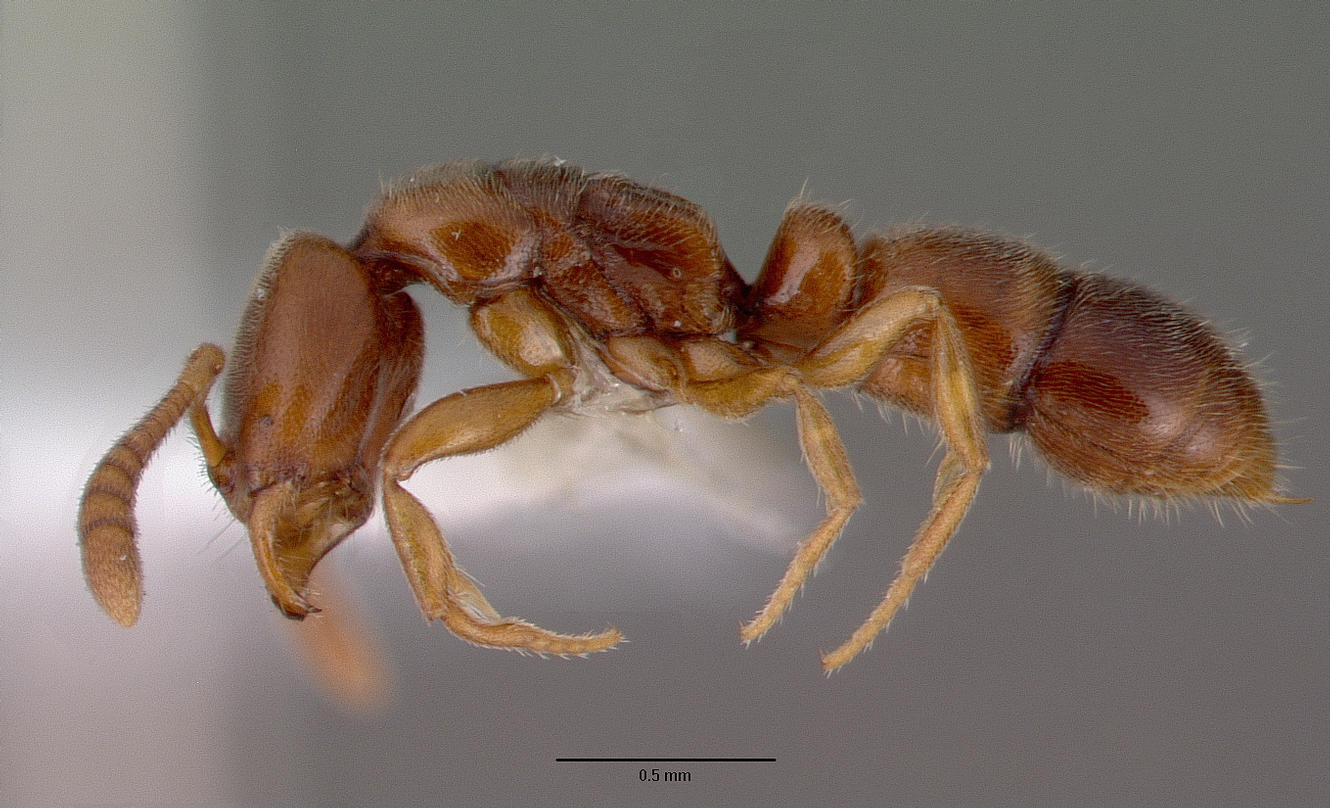
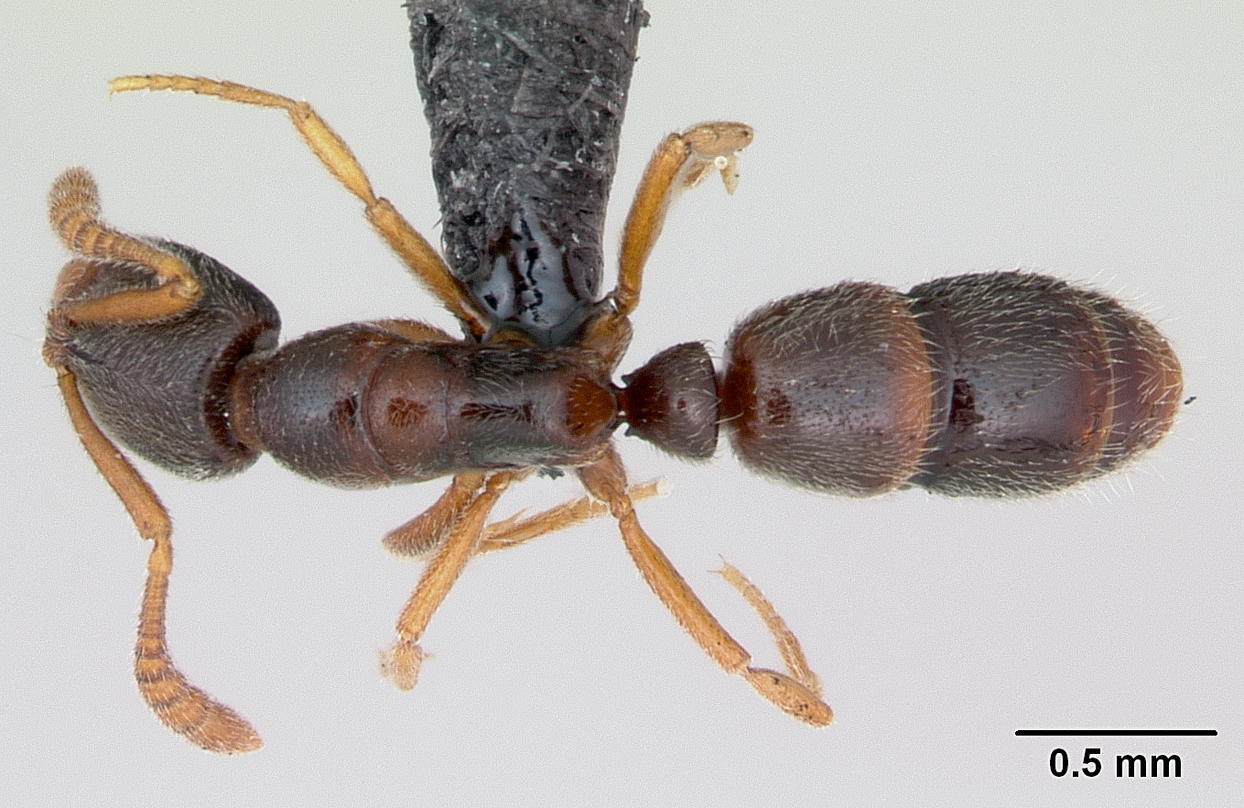
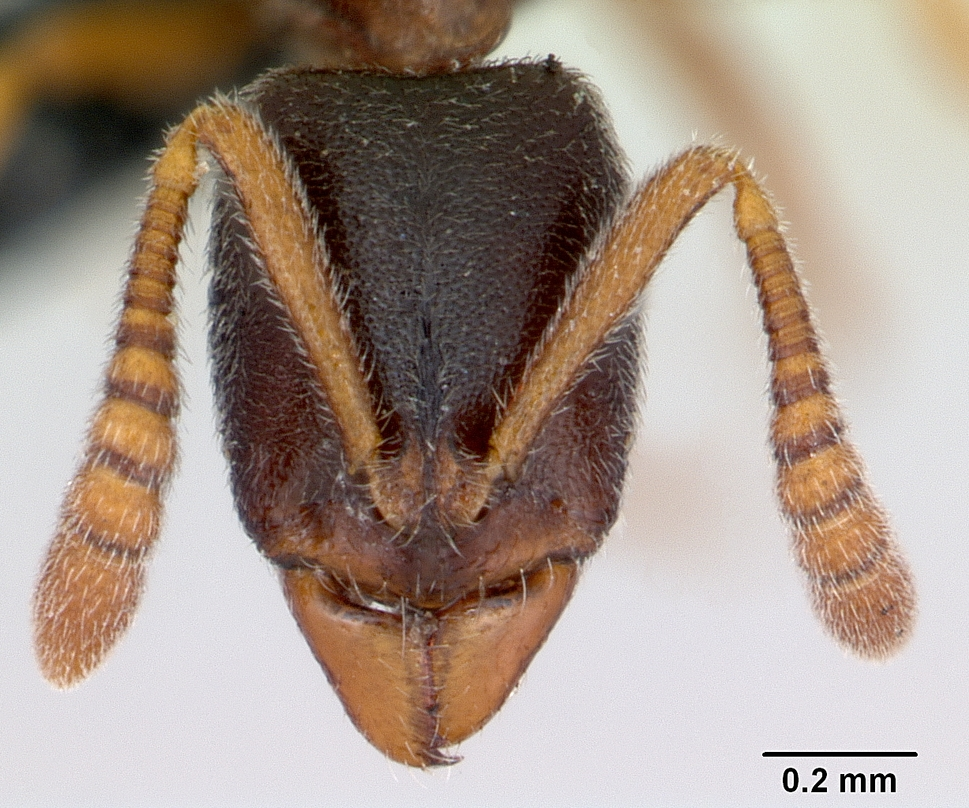